# Bithyniidae
Bithyniidae là một họ ốc trong nhánh Littorinimorpha.

## Các chi
- Alocinna Annandale & Prashad, 1919
- Bithynia Leach, 1818 - type genus[1]
  - Subgenus Bithynia Leach, 1818
  - Subgenus Codiella Locard, 1894[1]
- † Celekenia Andrusov, 1902
- Boreoelona Starobogatov & Streletzkaja, 1967[2]
- Congodoma Mandahl-Barth, 1968
- † Daciella Wenz, 1942
- Digoniostoma Annandale, 1920
- † Euchilus Sandberger, 1870
- † Ferebithynia Kókay, 2006
- Funduella Mandahl-Barth, 1968
- Gabbia Tryon, 1865
- Gabbiella Mandahl-Barth, 1968
- Hydrobioides Nevill, 1884
- Incertihydrobia Verdcourt, 1958
- Jubaia Mandahl-Barth, 1968
- Limnitesta Mandahl-Barth, 1974
- Myosorella Annandale, 1919
- Neumayria de Stefani, 1877
- Parafossarulus Annandale, 1924
- Pseudobithynia Glöer & Pešić, 2006[3]
- Pseudovivipara Annandale, 1918
- Sierraia Conolly, 1929
- † Tylopoma Brusina, 1882
- Wattebledia Crosse, 1886

Genera brought into synonymy
- Bithinia Leach, 1818: synonym of Bithynia Leach, 1818
- Bulimus Scopoli, 1777: synonym of Bithynia Leach, 1818
- Bythinia Stein, 1850: synonym of Bithynia Leach, 1818
- Digyrcidum Locard, 1882: synonym of Bithynia Leach, 1818
- Paraelona Beriozkina & Starobogatov, 1994: synonym of Bithynia Leach, 1818